# 布魯諾·法伊杜蒂
布魯諾‧法伊杜蒂（法語：Bruno Faidutti；1961年10月23日—）是一位法國的历史学家與社会学家，但是最以圖版遊戲的游戏设计最為人知。

## 早期生活與教育
布魯諾‧法伊杜蒂曾攻讀過法律、經濟、社會學，不過，最後，以一篇文藝復興時期獨角獸存在之真實性的科學辯論獲得了歷史學博士學位他最喜歡的作家是托马斯·品钦、詹姆斯·乔伊斯、馬塞爾·普魯斯特、薩爾曼·魯西迪與翁贝托·埃可；而他最喜歡的電影，則是安德烈·塔尔科夫斯基的安德烈·鲁布廖夫 (电影).

## 事業
布魯諾‧法伊杜蒂並出版了超過40款桌遊，其中部分是與其他的遊戲設計師同合作。 他最有名的作品為騎士夢靨（1991）、and 富饒之城（2000）、 修道院之謎（1993、2003）。他的大部分遊戲都是與他人合作設計完成的。

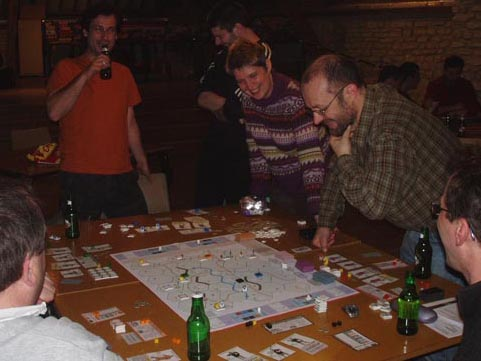
布魯諾‧法伊杜蒂正在遊戲中

在美國, his Eurogame Corruption was released by Atlas Games in 1999.:257 His Citadels was released in 2000 by Fantasy Flight Games,:345 who later released his game Red November in 2008.:350

## 精選遊戲
- 騎士夢靨, 1991 (with Pierre Cléquin)
- 富饒之城, 2000
- 城堡 (卡片遊戲), 2000 (with Serge Laget)
- Dragon's Gold, 2001
- China Moon, 2003
- 修道院之謎, 2003 (with Serge Laget)
- Queen's Necklace, 2003 (with Bruno Cathala)
- 深藍拉哥島, 2005 (with 保羅‧藍道斯 and Mike Selinker)
- 鑽石(aka Incan Gold), 2005 (with Alan R. Moon)
- Ad Astra, 2009 (with Serge Laget)
- 假面舞會, 2013
- Warehouse 51, 2015

## 外部連結
- 布魯諾‧法伊杜蒂的官方網站 （页面存档备份，存于）
- 布魯諾‧法伊杜蒂 （页面存档备份，存于）   at BoardGameGeek
- 一篇關於布魯諾‧法伊杜蒂設計風格的文章